# Hrisimir Dimitrov
Hrisimir Dimitrov (in bulgaro Хрисимир Димитров?; Pleven, 21 giugno 1974) è un ex cestista bulgaro.

## Carriera
Con la Bulgaria ha disputato i Campionati europei del 2005.

## Palmarès
- Coppa di Bulgaria: 3

CSKA Sofia: 1994
Spartak Pleven: 1996
Levski Sofia: 2001